# 일리악 모음곡
일리아크 모음곡(영어: Illiac Suite)은 레자렌 힐러(영어: Lejaren Hiller)가 레너드 아이잭슨(영어: Leonard Issacson)의 협력 아래 1956~57년에 작곡한 현악 사중주이다. 최초의 컴퓨터 음악(영어: computer music) 작품이며, 몬테카를로 방법·마르코프 연쇄에 의한 분석(영어: analysis)과 일리악 I(영어: ILLIAC I)의 난수열 발생 프로그래밍에 의한 종합(영어: synthesis)을 통해 만들어진 실험 음악 작품이다. 네 악장으로 구성되어 있으며, 1악장은 프레스토-안단테-알레그로, 2악장은 아다지오-마 논 트로포 렌토, 3악장은 알레그로 콘 브리오, 4악장은 탄토 프레스토 케 포시빌레이다. 1956년 8월 9일에 미완성인 4악장을 제외한 1~3악장이 일리노이 대학교 어배너-섐페인에서 초연되었으며, 청중들의 호평과 악평을 동시에 받았다.